# Taron-Sadirac-Viellenave
Taron-Sadirac-Viellenave – miejscowość i gmina we Francji, w regionie Nowa Akwitania, w departamencie Pireneje Atlantyckie.
Według danych na rok 1990 gminę zamieszkiwało 197 osób, a gęstość zaludnienia wynosiła 14 osób/km² (wśród 2290 gmin Akwitanii Taron-Sadirac-Viellenave plasuje się na 980. miejscu pod względem liczby ludności, natomiast pod względem powierzchni na miejscu 813.).